# Chipman (New Brunswick)
Chipman ist eine Kleinstadt (Village) in der kanadischen Provinz New Brunswick. Sie hat 1104 Einwohner(Stand: 2016). 2011 betrug die Einwohnerzahl 1236.

## Geografie
Chipman liegt im Queens County nahe der nördlichen Spitze des Grand Lake. Rund 60 Kilometer südwestlich befindet sich New Brunswicks Provinzhauptstadt Fredericton. Moncton im Südosten ist rund 90 Kilometer entfernt. Die Verbindungsstraßen New Brunswick Route 116 und New Brunswick Route 123 tangieren Chipman im Norden, die New Brunswick Route 10 verläuft durch den Ort.

## Geschichte
Chipman wurde im Jahr 1835 gegründet und nach dem damaligen Obersten Richter der Provinz Ward Chipman Jr. benannt. Lebensgrundlage der Einwohner war zunächst die Förderung von Kohle, später auch die Holzwirtschaft.

## Persönlichkeiten
- James Horace King (1873–1955), Arzt und Politiker